# Narin (rijeka)
Narin  (kirgiski: Нарын, ruski: Нарынje) rijeka u Kirgistanu i Uzbekistanu. 
Rijeka izvire u planinama Tanšan u Kirgistanu u Središnjoj Aziji, teče prema zapadu kroz Ferganu dolinu u Uzbekistan. Ovdje se spaja s Kara-Darjom te tvori Sir-Darju. Narin je duga 807 km (zajedno s Chong-Narin rijekom) i ima godišnji protok 13,7 kubičnih kilometara.
Najveći pritoci rijeke Narin su: Kičhi-Narin, At-Baši, On Arča, Kadjirti, Čičkan, Alabuga, Kökömeren i drugi.
Rijeka sadrži mnoge rezervoare koji su važni za hidroelektrane.
Najveća hidroelektrana je Toktogul sadrži 19,9 kubičnih kilometara vode. Brane nizvodno od Toktogula u Kirgistanu su Kurpsai, Taš-Kumir, Šamaldisai i Uč-Kurgansk. Uzvodno od Toktogula su brane Kambarata-2 i Na-Baši dok su brane Kambarata-1 i Kambarata-3 u toku planiranja.